# Фоминський
Фоми́нський (рос. Фоминский) — починок у складі Кічменгсько-Городецького району Вологодської області, Росія. Входить до складу Кічмензького сільського поселення.

## Населення
Населення — 12 осіб (2010; 25 у 2002).
Національний склад (станом на 2002 рік):
- росіяни — 100 %